# كونسي
بلدية كونسي (بالإسبانية: Consell) هي بلدية تقع في منطقة جزر البليار شرق إسبانيا.

## الديموغرافيا
بلغ عدد سكان بلدية كونسي 3.789 نسمة عام 2011 (وفقاً للمعهد الوطني للإحصاء الإسباني).
| 2.172 | 2.254 | 2.494 | 2.877 | 3.252 | 3.515 | 3.789 |